# Suprematyzm

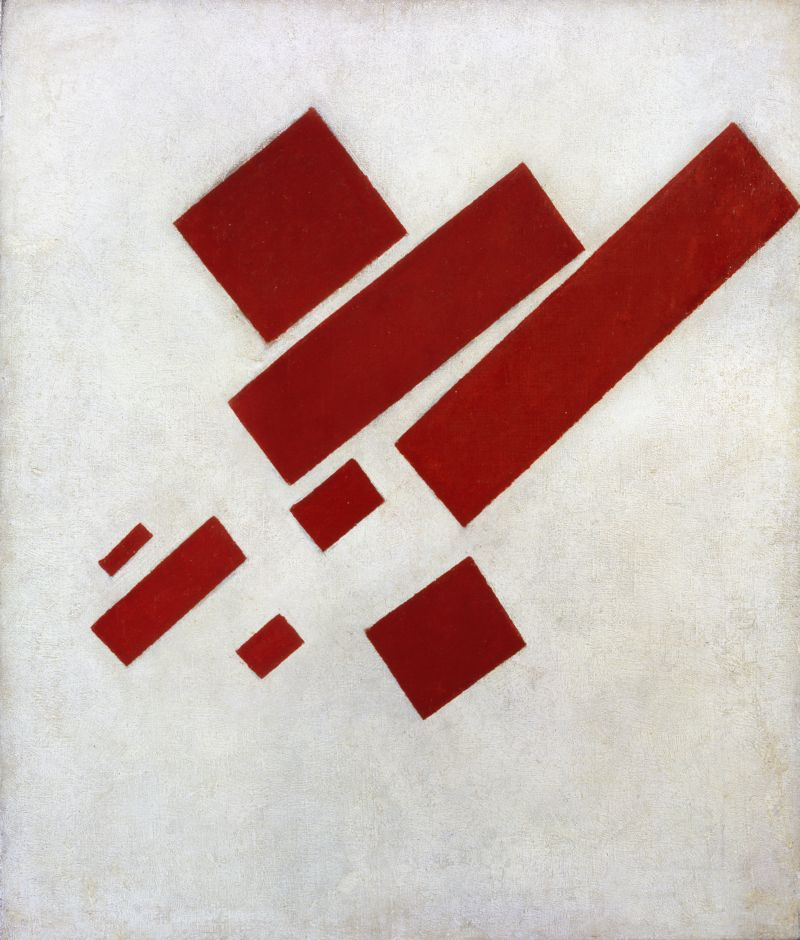
Obraz Kazimierza Malewicza, olej na płótnie, 1915, Stedelijk Museum, Amsterdam

Suprematyzm (z łac. supremus 'najwyższy' i gr. ισμός przyrostek oznaczający jakąś dziedzinę) – kierunek w sztuce abstrakcyjnej stworzony przez rosyjskiego malarza polskiego pochodzenia Kazimierza Malewicza w 1915 roku.
Suprematyzm zakładał całkowite oderwanie sztuki od rzeczywistości, dążenie do maksymalnego uproszczenia form, a przede wszystkim do zerwania z narracją i przedmiotowością w sztuce. Nazwa tego kierunku pochodzi od łacińskiego słowa oznaczającego „najwyższy”, mającego zdaniem Malewicza ukazać kierunek, w którym powinna zmierzać sztuka – poszukiwania istoty odwzorowania. Malewicz próbuje pokazać najmniejszą jednostkę w sztuce – „malarski atom”.
Podstawą teorii suprematyzmu była teza o supremacji czystego odczucia w sztuce i w konsekwencji odrzucenie lub zredukowanie dotychczasowych środków wyrazu i form w malarstwie oraz zastąpienie ich nowymi. Najważniejsze dla suprematyzmu stało się uczucie towarzyszące odbiorowi dzieła nie natomiast to, co obrazuje.
Kompozycje suprematyczne składały się z elementarnych form geometrycznych (z kwadratu, prostokąta, koła, linii prostej i krzyża). Pierwszą i najważniejszą kompozycją był Czarny kwadrat na białym tle, nazwany przez Malewicza atomem malarstwa, jednostką podstawową. Początkowo były płaskie i statyczne, później, dzięki wprowadzeniu diagonalnych osi, sugerowały przestrzeń i ruch. W 1924–26 Malewicz rozszerzył zakres suprematyzmu na kompozycje trójwymiarowe (tzw. architektony i planity). Malarstwo suprematyczne zakończył Malewicz obrazem Biały kwadrat na białym tle.